# Слипи Холоу (Њујорк)
Слипи Холоу (енгл. Sleepy Hollow) град је у америчкој савезној држави Њујорк.

## Демографија
По попису из 2010. године број становника је 9.870, што је 658 (7,1%) становника више него 2000. године.
| Група             | 2000.         | 2010.         |
| Белци             | 4.381 (47,6%) | 3.945 (40,0%) |
| Афроамериканци    | 482 (5,2%)    | 613 (6,2%)    |
| Азијати           | 172 (1,9%)    | 321 (3,3%)    |
| Хиспаноамериканци | 4.153 (45,1%) | 5.038 (51,0%) |
| Укупно            | 9.212         | 9.870         |